# Seven Femenino de Londres 2012
El Seven Femenino de Londres de 2012 fue la primera edición del torneo de rugby 7, fue el tercer y último torneo de la Women's Sevens Challenge Cup 2011-12.
Se disputó en el Twickenham Stadium de Londres.

## Fase de grupos

### Grupo A
| Equipo     | Encuentros | Encuentros | Encuentros | Encuentros | Tantos  | Tantos    | Tantos     | Puntos |
| Equipo     | jugados    | ganados    | empatados  | perdidos   | a favor | en contra | diferencia | Puntos |
| ---------- | ---------- | ---------- | ---------- | ---------- | ------- | --------- | ---------- | ------ |
| Canadá     | 3          | 3          | 0          | 0          | 89      | 5         | +84        | 9      |
| Sudáfrica  | 3          | 2          | 0          | 1          | 49      | 51        | -4         | 7      |
| Brasil     | 3          | 1          | 0          | 2          | 36      | 83        | -47        | 5      |
| Kazajistán | 3          | 0          | 0          | 3          | 31      | 66        | -35        | 3      |

### Grupo B
| Equipo       | Encuentros | Encuentros | Encuentros | Encuentros | Tantos  | Tantos    | Tantos     | Puntos |
| Equipo       | jugados    | ganados    | empatados  | perdidos   | a favor | en contra | diferencia | Puntos |
| ------------ | ---------- | ---------- | ---------- | ---------- | ------- | --------- | ---------- | ------ |
| Países Bajos | 3          | 3          | 0          | 0          | 58      | 19        | +39        | 9      |
| Canadá       | 3          | 2          | 0          | 1          | 97      | 15        | +82        | 7      |
| Rusia        | 3          | 1          | 0          | 2          | 19      | 58        | -39        | 5      |
| Portugal     | 3          | 0          | 0          | 3          | 15      | 97        | -82        | 3      |

### Grupo C
| Equipo         | Encuentros | Encuentros | Encuentros | Encuentros | Tantos  | Tantos    | Tantos     | Puntos |
| Equipo         | jugados    | ganados    | empatados  | perdidos   | a favor | en contra | diferencia | Puntos |
| -------------- | ---------- | ---------- | ---------- | ---------- | ------- | --------- | ---------- | ------ |
| Australia      | 3          | 3          | 0          | 0          | 58      | 10        | +48        | 9      |
| Francia        | 3          | 2          | 0          | 1          | 36      | 41        | -5         | 7      |
| Estados Unidos | 3          | 1          | 0          | 2          | 62      | 34        | +28        | 5      |
| China          | 3          | 0          | 0          | 3          | 10      | 101       | -91        | 3      |

## Fase Final

### Copa de oro
|  | Cuartos de final | Cuartos de final | Cuartos de final |              |              | Semifinales  | Semifinales | Semifinales |        |              | Copa         | Copa         | Copa |  |
|  |                  |                  |                  |              |              |              |             |             |        |              |              |              |      |  |
|  |                  |                  |                  |              |              |              |             |             |        |              |              |              |      |  |
|  | Inglaterra       | Inglaterra       | 19               |              |              |              |             |             |        |              |              |              |      |  |
|  | Inglaterra       | Inglaterra       | 19               |              |              |              |             |             |        |              |              |              |      |  |
|  | Rusia            | Rusia            | 10               |              |              |              |             |             |        |              |              |              |      |  |
|  | Rusia            | Rusia            | 10               |              | Inglaterra   | Inglaterra   | 17          |             |        |              |              |              |      |  |
|  |                  |                  |                  |              | Inglaterra   | Inglaterra   | 17          |             |        |              |              |              |      |  |
|  |                  |                  | Canadá           | Canadá       | 12           |              |             |             |        |              |              |              |      |  |
|  | Canadá           | Canadá           | Canadá           | Canadá       | 12           | 17           |             |             |        |              |              |              |      |  |
|  | Canadá           | Canadá           |                  |              |              |              |             |             |        |              |              |              |      |  |
|  | Sudáfrica        | Sudáfrica        | 0                |              |              |              |             |             |        |              |              |              |      |  |
|  | Sudáfrica        | Sudáfrica        | 0                |              |              |              |             |             |        | Inglaterra   | Inglaterra   | 34           |      |  |
|  |                  |                  |                  |              |              |              |             |             |        | Inglaterra   | Inglaterra   | 34           |      |  |
|  |                  |                  | Países Bajos     | Países Bajos | 7            |              |             |             |        |              |              |              |      |  |
|  | Países Bajos     | Países Bajos     | Países Bajos     | Países Bajos | 7            | 10           |             |             |        |              |              |              |      |  |
|  | Países Bajos     | Países Bajos     |                  |              |              |              |             |             |        |              |              |              |      |  |
|  | Francia          | Francia          | 0                |              |              |              |             |             |        |              |              |              |      |  |
|  | Francia          | Francia          | 0                |              | Países Bajos | Países Bajos | 14          |             |        | Tercer lugar | Tercer lugar | Tercer lugar |      |  |
|  |                  |                  |                  |              | Países Bajos | Países Bajos | 14          |             |        | Tercer lugar | Tercer lugar | Tercer lugar |      |  |
|  |                  |                  | Australia        | Australia    | 12           |              |             |             |        |              |              |              |      |  |
|  | Australia        | Australia        | Australia        | Australia    | 12           | 19           |             |             | Canadá | Canadá       | 19           |              |      |  |
|  | Australia        | Australia        |                  |              |              |              |             |             | Canadá | Canadá       | 19           |              |      |  |
|  | Estados Unidos   | Estados Unidos   | 0                |              |              |              |             |             |        |              | Australia    | Australia    | 14   |  |
|  | Estados Unidos   | Estados Unidos   | 0                |              |              |              |             |             |        |              | Australia    | Australia    | 14   |  |
|  |                  |                  |                  |              |              |              |             |             |        |              |              |              |      |  |

| Bandera de Inglaterra  |
| Campeón Inglaterra     |
| 2º título del circuito |